# آمک فاستر ویلر
آمِک فاستر ویلر (به انگلیسی: Amec Foster Wheeler) شرکت خدمات مهندسی و مدیریت پروژه بریتانیایی است، که در زمینه ارائه خدمات مشاوره، مهندسی و مدیریت پروژه‌های نفت و گاز، استخراج معادن و احداث زیرساخت‌های شهری و صنعتی فعالیت می‌کند.
شرکت آمک فاستر ویلر در سال ۱۹۸۲ تأسیس شد و امروزه یک شرکت چندملیتی است، که تمرکز اصلی آن بر حوزه‌های نفت و گاز، مواد معدنی، فلزات، انرژی تجدیدپذیر، محیط زیست و زیرساخت‌های شهری معطوف می‌باشد. دفتر مرکزی این شرکت در شهر لندن قرار دارد.
شرکت آمک دارای دفاتر و شعبه‌های فراوان در بیش از ۴۰ کشور جهان می‌باشد. این شرکت تقریباً یک سوم از حجم معاملات خود را در اروپا، نیمی در آمریکای شمالی و ۱۲٪ را در سایر نقاط جهان انجام می‌دهد.
بخشی از سهام شرکت آمک در بازار بورس لندن معامله می‌شود و یکی از اجزاء اصلی تشکیل دهنده فهرست اف‌تی‌اس‌ای ۱۰۰ (FTSE 100) می‌باشد.